# Salomon Pollak

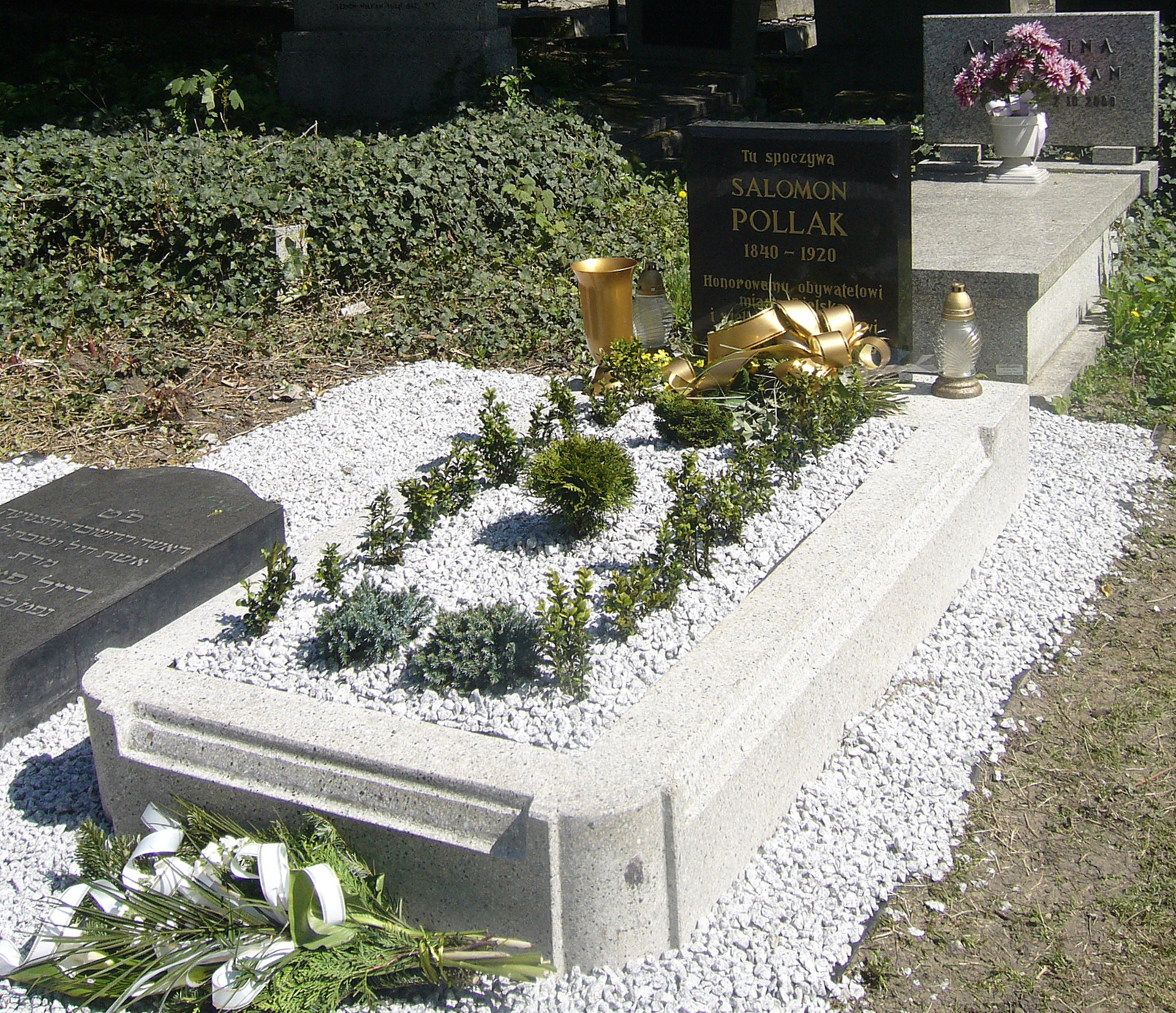
Grób Salomona Pollaka na cmentarzu żydowskim w Bielsku-Białej.

Salomon Pollak (ur. 1840 w Nowym Mieście nad Wagiem, zm. 19 kwietnia 1920 w Bielsku) – austriacki radca cesarski, finansista, działacz społeczny i filantrop, wieloletni przewodniczący Izraelickiej Gminy Wyznaniowej w Bielsku, członek bielskiej rady miejskiej w latach 1888–1920, honorowy obywatel miasta Bielska. Był jednym z głównych twórców wielkomiejskiego wizerunku dzisiejszego Bielska-Białej.

## Życiorys
Salomon Pollak urodził się w Nowym Mieście nad Wagiem w dzisiejszej Słowacji. W 1860, mając 20 lat, zamieszkał w Bielsku. Był udziałowcem firmy kupieckiej Bracia Pollak, zajmującej się handlem wełną.
Działał również w Bielsko-Bialskim Towarzystwie Śpiewaczym (niem. Bielitz-Bialaler Männergesangverein), a od 1863 był członkiem nowo powstałego Bielsko-Bialskiego Towarzystwa Gimnastycznego (niem. Bielitz-Bialer Turnverein). Wkrótce objął stanowisko skarbnika Stowarzyszenia Czerwonego Krzyża oraz członka zarządu niemieckiej szkoły w Lipniku. Przez wiele lat był skarbnikiem Komitetu Międzyszkolnego, którego stał się honorowym członkiem w 1909. Pełnił funkcję audytora filii Banku Austro-Węgierskiego, a także był członkiem zarządu Banku Dyskontowego. W latach 1890–1898 był zastępcą członka zarządu Komunalnej Kasy Oszczędności, a następnie jej dyrektorem.
Zaufanie mieszkańców miasta, które zdobył dzięki działalności w wielu towarzystwach, stowarzyszeniach, komitetach i bankach, sprawiło, że w 1888 został wybrany do Rady Miasta Bielska. Radnym pozostał przez 32 lata, aż do śmierci w 1920. Do jego obowiązków należały sprawy finansowe szybko rozwijającego się Bielska. Od 1891 był naczelnikiem Komisji Finansów, na którym to stanowisku udało mu się m.in. uzyskać kredyt inwestycyjny, przeznaczony na budowę koszar na Górnym Przedmieściu oraz kanalizację i gazyfikację miasta. Będąc naczelnikiem Wydziału Finansowego rokrocznie opracowywał preliminarz budżetu, nadzorował trwały majątek miejski oraz kontrolował realizację budżetu, fundacji i funduszów. Nazywano go przez to ministrem finansów miasta.
Poza pracą w radzie miejskiej udzielał się w komitetach budowy Komunalnej Kasy Oszczędności, Powszechnej Szkoły Męskiej, koszar wojskowych, wodociągów, szpitala, Teatru Miejskiego i kilku innych obiektów. Jako członek c.k. Szkolnej Rady Powiatowej oraz Miejscowego Komitetu Międzyszkolnego doprowadził m.in. do założenia liceum dla dziewcząt oraz seminarium nauczycielskiego. Ponadto był prezesem Bielsko-Bialskiego Towarzystwa Lokalnej Kolei Żelaznej oraz członkiem Towarzystwa Pomocy Dzieciom i Gruźlikom.

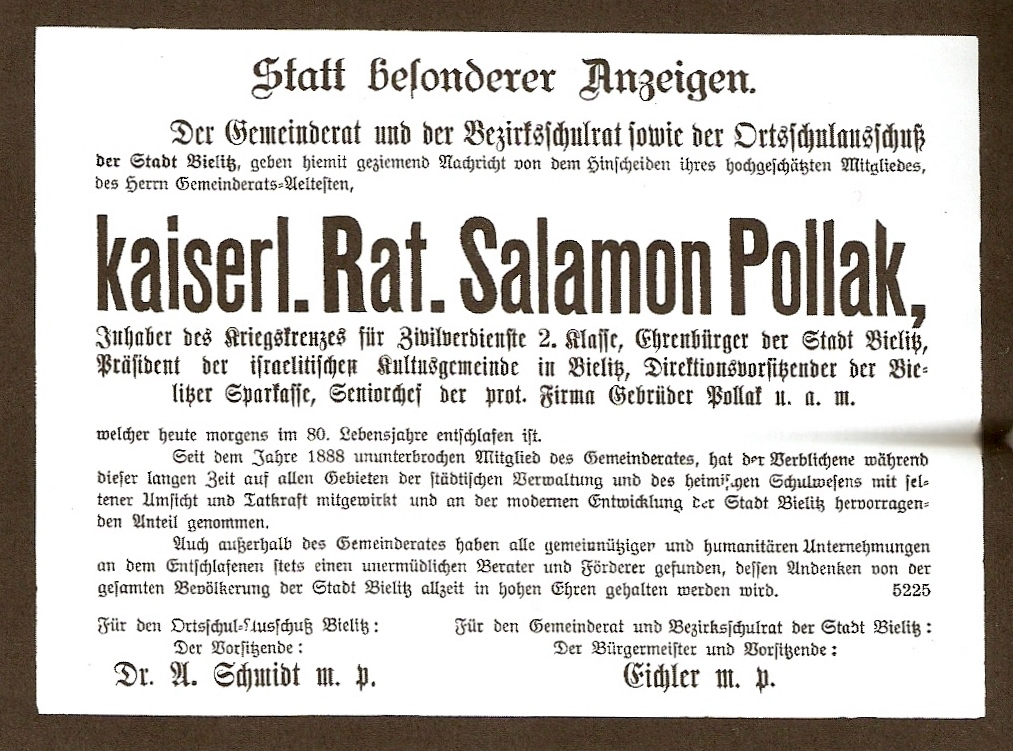
Nekrolog Salomona Pollaka zamieszczony przez władze miejskie w czasopiśmie "Ostschlesische Deutsche Zeitung".

Pollak udzielał się też w bielskiej Gminie Wyznaniowej Żydowskiej. Od 1870 był członkiem zarządu gminy, a w 1898 został jej prezesem. Zaangażował się w budowę Żydowskiej Szkoły Powszechnej przy obecnej ulicy Krasińskiego, budynku zarządu Gminy, domu przedpogrzebowego na cmentarzu żydowskim w Aleksandrowicach oraz synagogi. Był prezesem Bractwa Pogrzebowego „Chewra Kadisza” oraz założycielem Izraelickiego Towarzystwa Dobroczynności.
W 1908 w uznaniu zasług, otrzymał od Franciszka Józefa I tytuł radcy cesarskiego. 21 lipca 1910, Rada Miasta Bielska przyznała Salomonowi Pollakowi tytuł honorowego obywatela miasta. Z tej okazji ustanowił fundację dobroczynną swego imienia z wkładem finansowym w wysokości 10 000 koron austro-węgierskich, a także uczynił zapis w testamencie, również w wysokości 10 000 koron, z przeznaczeniem dla ubogich. Odsetki miały być rozdzielane 21 lipca każdego roku trzynastu działającym w Bielsku organizacjom: funduszowi wyżywienia Miejskiego Domu Opiekuńczego, Bractwu Pogrzebowemu „Chewra Kadisza”, Izraelickiemu Związkowi Kobiet, Katolickiemu i Ewangelickiemu Domowi Sierot, Ewangelickiemu Domowi Sióstr, Izraelickiemu Związkowi Rzemieślników, Bielskiemu Powszechnemu Towarzystwu Krajcara Szkolnego, Izraelickiemu, Katolickiemu i Ewangelickiemu Stowarzyszeniu „Freitischverein”, Izraelickiemu Stowarzyszeniu „Ferienheim” oraz Bielskiemu Stowarzyszeniu Opieki nad Dziećmi. Pollak był także odznaczony Wojskowym Krzyżem Zasługi Cywilnej Klasy Drugiej.
Salomon Pollak zmarł 19 kwietnia 1920. Został pochowany w Alei Zasłużonych na cmentarzu żydowskim w Bielsku. Nagrobek został skradziony w czasie II wojny światowej. Nowy, ufundowany przez mieszkańców miasta, odsłonięto 23 kwietnia 2009.